# Конвеј (Њу Хемпшир)
Конвеј (енгл. Conway) насељено је место без административног статуса у америчкој савезној држави Њу Хемпшир.

## Демографија
По попису из 2010. године број становника је 1.823, што је 131 (7,7%) становника више него 2000. године.
| Група             | 2000.         | 2010.         |
| Белци             | 1.652 (97,6%) | 1.772 (97,2%) |
| Афроамериканци    | 1 (0,1%)      | 2 (0,1%)      |
| Азијати           | 3 (0,2%)      | 7 (0,4%)      |
| Хиспаноамериканци | 7 (0,4%)      | 7 (0,4%)      |
| Укупно            | 1.692         | 1.823         |